# عدوى المستشفيات
عدوى المستشفيات أو الخمج المشفوي (بالإنجليزية: Nosocomial Infection)‏ هي عدوى أو إنتان يكتسبه المريض بعد دخوله إلى المستشفى أي أن الشخص لم يكن مصاباً به عند دخوله المستشفى ولايظهر إلا بعد 72 ساعة أو أكثر من دخوله إليه. وتبلغ نسبة احتمال إصابة المريض الذي يدخل المستشفى في الولايات المتحدة بالخمج المشفوي قرابة 5 إلى 10 %.
تؤدي هذه الأخماج إلى أمراض خطيرة ومعدل وفيات عالي (إذ أن نحو 1% منها مميت إضافة إلى أن 4% منها يؤدي في الوفاة)، كما أن تكلفة تشخيص وعلاج والعناية بمرضى الأخماج المشفوية (يتجاوز مليار دولار في السنة في الولايات المتحدة).

## أنواع العدوى
- ذات الرئة المكتسب من المستشفى
  - ذات الرئة المرتبط بالمنفسة
- عدوى الجهاز البولي
- التهاب معدي معوي
- حمى النفاس

### أمثلة لبعض الكائنات المسببة للعدوى
- مكورة عنقودية ذهبية
- مكورات عنقودية ذهبية مقاومة للميثيسيلين[5]
- مبيضة بيضاء[5]
- زائفة زنجارية[5]
- راكدة بومانية'[5]
- مطثية عسيرة
- إشريكية قولونية[5]
- سل
- معوية مقاومة للفانكوميسين
- داء الفيالقة

## أهم الأسباب
تؤدي «العدوى المرتبطة بالرعاية الصحية» إلى أمراض خطيرة ومعدلات وفيات عالية، كما أن تكلفة تشخيص وعلاج والعناية بهذا النوع من الامراض يتجاوز مليار دولار في السنة في الولايات المتحدة الامريكية وحدها. وتتميز مسببات العدوى في مراكز الرعاية الصحية بشراستها "High virulence" ومقدرتها غير العادية على مقاومة المضادات الحيوية بشكل متعدد ومتزامن أي ان نوع البكتيريا الواحد يكون مقاوما لمجموعة كبيرة من المضادات الحيوية ووصل الامر في بعض العزلات ان تكون مقاومة لكل المضادات الحيوية المعروفة. الأمر الذي يجعل من علاج الالتهابات «التي كانت في السابق تعتبر بسيطة» أمرا معقدا أو مستحيلا في بعض الأحيان. ولابد من التنويه ان طبيعة المرضى في مراكز الرعاية الصحية تكون في الغالب من فئة ضعاف المناعة إما نظرا للسن أو لإصابتهم بأمراض أخرى الامر الذي يجعل اصابتهم بعدوى المستشفيات سهلاً.
تنتقل مسببات العدوى في مراكز الرعاية الصحية بطرق شتى ومن مصادر متنوعة مثل الهواء، الماء، الغذاء، الحشرات، والقوارض وربما الحيوانات مثل القطط، المرضى أنفسهم، الطواقم الطبية، الزوار، عمال النظافة، الاسطح والأدوات والأجهزة. تشكل الأدوات والأسطح مصدرا أساسيا في نقل العدوى وقد أظهرت دراسة حديثة نشرت في وقائع مؤتمر الباطنة الخامس في مدينة غزة -فلسطين نسبة كبيرة من هواتف العاملين في القطاع الصحي أظهرت وجود بكتيريا ممرضة على أسطح هواتفهم (96%) وكانت نسبة مقاومة المكورات العنقودية للميثسيلين المعروفة باسم MRSA مرتفعة حيث بلغت 28.3 %. دراسات أخرى تشير بأن أقلام الأطباء والعاملين بالقطاع الصحي أيضا تحتوي على نسبة عالية من الميكروبات.  لوحات المفاتيح الخاصة بالأجهزة الطبية وشاشات العرض التي تعمل باللمس والكثير من الأجهزة التي لا يمكن تطهيرها بسهولة تشكل مكانا ملائما لالتصاق الجراثيم وربما لتكاثرها.
هذه الأسطح تشكل مصدرا لنقل الميكروبات ولكن لابد من آلية لوصولها للمرضى ومن أهم نواقل العدوى في المشافي: العاملين في المجال الصحي من ممرضين وأطباء وعمال نظافة وذلك بعدم الالتزام بقواعد منع العدوى. وتختلف أنواع الميكروبات في المؤسسات الصحية باختلاف طبيعة عملها ومدى الالتزام بقواعد منع العدوى وطرق التعقيم والتطهير المستخدمة. وأكثر أنواع العدوى الجرثومية التي تصيب المرضى أثناء وجودهم بالمستشفيات هي عدوى الجهاز البولي والجهاز التنفسي وتسمم الدم وعدوى جروح العمليات وغيرها من الالتهابات، ويمكن القول بأن أكثر من ثلث هذه الحالات يمكن تجنبه باتباع القواعد الصحيحة وهنا بعض الاسباب التفصيلية لعدوى المستشفيات 
1. زيادة اعداد المرضي مع وجود احتكاك بين حاملى العدوى وبين المعرضين للإصابة بها مثل (الأطفال حديثى الولادة- المسنين – مرضى السكر- المرضى المصابين بسوء التغذية – مرض الجراحة – الحروق والعناية المركزة – المرضي المعالجون بالمضادات الحيوية والذين يقضون مدة طويلة بالمستشفي).
2. طول مدة العلاج بالمضادات الحيوية.
3. عدم تناسب التصميمات المعمارية وكفاءة المرافق الصحية مثل عدم توفر مياة بحجرات المرضي والغبار واعمال الصيانة والبناء.
4. عدم اتباع الاجراءات الخاصة بضمان جودة الخدمات المقدمة للمرضي.
5. عدم اتباع القواعد المنظمة والصحيحه للتخلص من الفضلات بالطريقة السليمة.
6. تلوث الالات والادوات وعدم اتباع اسس التعقيم السليم.
7. زيادة حركة المرضي داخل المستشفي.
8 .استخدام بعض الادوية التي تضعف مناعة الجسم (بعد عمليات زرع النخاع).
9. عدم توفر الوعى الكافي للفريق الصحى عن العدوى وكيفية انتقالها وطرق واساليب التحكم فيها.

## اعراض وعلامات حدوث العدوى
1. ارتفاع بدرجة حرارة الجسم.
2. زيادة كرات الدم البيضاء عن معدلها الطبيعي.
3. زيادة عدد دقات القلب.
4. صعوبة في التنفس.
5. قشعريرة بالجسم
6. الم اثناء التبول - تغير في لون البول (حالات عدوى الجهاز البولى).
7. احمرار وورم والم في الجروح
8. افرازات صديدية من الجرح أو من المهبل أو الرحم أو خلايا صديدية وميكروبات تظهر في البول.

## كيفية الوقاية من عدوى المستشفيات
لا توجد هنا ـ مع الأسف الشديد ـ طريقة معينة توقف عدوى المستشفيات وانتشارها، إلا أن استخدام المعايير الوقائية اللازمة والتقصي الوبائي بشكل مستمر قد يخفض حتى 25% إلى 30% من هذه العدوى، ويبقى غسل الأيدي الطريقة الأكثر فعالية في خفض انتشار العدوى بين المرضى، يليه التدريب الفعال وأخذ الاحتياطات اللازمة في مجال مكافحة عدوى المستشفيات وعزل المرضى المصابين للحد من انتشار العدوى بينهم من العوامل المساعدة.
أكد الخبراء أن الإهمال في تطبيق وسائل مكافحة العدوى داخل المستشفيات يؤدي إلى إطالة فترة الإقامة، وفتح المجال أمام ظهور أنواع جديدة من العدوى الجرثومية المقاومة للمضادات الحيوية، وقد يرفع من معدلات الوفاة، كما يؤثر بشكل كبير على جودة العمل الطبي، بالإضافة إلى زيادة التكلفة وإشغال أسرة المستشفيات.
وأكدت الإحصائيات أن معدل حدوث عدوى المستشفيات في الدول المتقدمة يتراوح ما بين 5 إلى 10 في المائة من كافة حالات الدخول إلى المستشفيات والمؤسسات الصحية، وترتفع هذه النسبة في الدول النامية إلى نحو 10 إلى 20 في المائة.
وأكثر أنواع العدوى الجرثومية التي تصيب المرضى أثناء وجودهم بالمستشفيات هي عدوى الجهاز البولي والجهاز التنفسي وتسمم الدم وعدوى جروح العمليات، وأوضحت توصيات الجهات الصحية العالمية أن أكثر من ثلث هذه الحالات يمكن الوقاية منها باتباع القواعد الصحية والالتزام بإرشادات الوقاية من العدوى.
بعض الإجراءات العالمية للتحكم في العدوى:
1. غسل الأيدي بالطريقة الصحيحة قبل وبعد التعامل مع المرضى وعند أخذ عينة.
أكدت دراسة أجريت بجامعة كيوتو اليابانية، نشرت في العام 2014 أن عدم الالتزام بغسل الأيدي يتسبب في حدوث ما لا يقل عن 75 % من عدوى المستشفيات. منظمة الصحة العالمية أطلقت حملة عالمية تحمل شعار «ننقذ مرضانا بغسل أيدينا». وبينت الدراسة أن حوالي 44% من الأطباء والكوادر الطبية فقط يلتزمون بغسل الأيدي بشكل دوري ومنتظم، بينما توصي هيئات مكافحة العدوى بالمستشفيات ومنظمة الصحة العالمية إلى ضرورة التزام ما لا يقل عن 95 % من الكوادر العاملة بالمؤسسات الصحية بغسل الأيدي بصفة دائمة.
2. التعامل مع أي عينة دم لأي مريض على أنها عينة ملوثة.
3. ضرورة ارتداء القفاز عند التعامل مع الدم أو أي سائل خارج من الجسم.
4. مراعاة عدم تغطية سن الإبرة بعد استعمالها والتخلص من الحقن في الصندوق الخاص بذلك بعد استعمالها مباشرة.
5. ارتداء واقي للعينين لحماية العيون من التلوث برزاز الدم أو أي سائل خارج من جسم الإنسان.
6. ارتداء جاون لحماية الملابس لتفادي رزاز الدم أو أي سائل خارج من الجسم.
7. التعامل مع أي ملاءات أو مفرشات بها دم أو أي سائل خارج من جسم الإنسان على أنها ملوثة.
8. تؤخذ الاحتياطات اللازمة عند أخذ العينات مع اعتبارها ملوثة.
9. ارتداء ماسك عند التعامل مع مرضى الأمراض الصدرية.
10. مراعاة المحافظة على بيئة العمل بصفة روتينية ومنظمة ويتم ذلك عن طريق التعقيم ومنها:
- فحص الآلات والادوات يومياً واستبعاد التالف منها.
- غسل الآلات والادوات جيداً بالماء والصابون مع إزالة الدماء والدهون وشطفها جيداً قبل التعقيم.
- فتح السيجرات والمقصات عند التعقيم.
- استبعاد الملاءات والفوط التي بها ثقوب والغير نظيفة.
- تغليف علب التعقيم بعد تنظيفها وتجفيفها باكياس أو فوط فنيك مع وضع بطاقة بتاريخ التعقيم ومحتويات العلبة.
- ترتيب محتويات علب االتعقيم دون الضغط الشديد عليها لإعطاء الفرصة لبخار الماء للتخلل داخل الأشياء وتعقيمها.
- مراعاة استخدام الطرق الصحيحة لتعقيم الانواع المختلفة من الآلات والادوات.

الطرق المختلفة للتعقيم:
1. الطريقة الحرارية:
أ‌-البخار المضغوط باستخدام الاتوكلاف "autoclave".
- توضع الآلات مفتوحة بعد الاستعمال مباشرة في محلول الكلور بنسبة (0.5) بحيث تكون مغمورة مدة لاتزيد عن 10دقائق في وعاء معدني لأن الكلور يؤدي إلى تآكل النيكل والحديد والفلزات القابلة للتأكسد وبواسطة فرشاة تنظيف الآلات جيداً.
- تشطف المعدات بعد التنظيف في ماء بارد ثم توضع في وعاء نظيف وتنشف وتلف في فوط نظيفة أو ورق خاص بالتعقيم ويكتب عليها نوع الآلات والغرض من استخدامها وتاريخ التعقيم وتاريخ انتهاء صلاحية التعقيم.
- تعقم الآلات لمدة 30 دقيقة تحت ضغط 15-17 رطل ودرجة حرارة 121-123م وتنظم الآلات بحيث يتخللها البخار لضمان جفافها سريعا ويراعى في ترتيبها أن تكون الآلات الثقيلة في قاع الاتوكلاف والاخف عند السطح.
- يفتح غطاء الاتوكلاف بعد اتمام مدة التعقيم ليتسرب البخار وإعطاء الفرصة لتجف اللفة لأن الرطوبة تسمح بنمو البكتريا والفيروسات من البيئة المحيطة.
مزايا هذه الطريقة:
أنها تقضي على كل الميكروبات المتحوصلة والغير المتحوصلة والبخار يتخلل ثنايا جميع الانسجة القطنية.
ب‌- الحرارة الجافة
وهي الحرارة المتولدة داخل الفرن الكهربائي وهو ملائم للادوات التي تتحمل درجة حرارة تصل إلى 170م مثل المواد المعدنية والادوات الزجاجية وهنا توضع الادوات وترفع درجة الحرارة إلى 170م وتستمر لمدة ساعة. وهنا يجب عدم فتح باب الفرن أثناء دورة التعقيم وإذا فتح الباب يحسب الوقت مرة أخرى من بداية غلق الباب.
مزايا هذه الطريقة:
يمكن استخدام فرن المنزل الكهربائي – يمكن أن يعقم به بودرة – زيوت أو الآلات القاطعة – تقضي على جميع الفيروسات.
عيوب هذه الطريقة:
تحتاج إلى مصدر كهربائي- لايمكن أن تستعمل في تعقيم الادوات المصنوعة من البلاستيك أو المطاط – لايمكن أن تستخدم في تعقيم الشاش والقطن والقماش.
ج. الغلى
تعتبر من أرخص وأسهل الطرق في تعقيم الآلات وتوضع الآلات في الغلاية بحيث تكون مغمورة كليا في الماء ويحسب مدة الغلي ابتداء من وضع آخر قطعة من الآلات في الماء ويحسب الوقت 30 دقيقة بعد بدء الغليان ثم يضاف إليه 5 دقائق أخرى للتأكد. وتنقل الآلات على صينية جافة أو وعاء سبق تعقيمه باستعمال جفت المناولة المعقم وتغطى.
2. الطريقة الكميائية:
يجب إستخدام الأدوات التي يتم تعقيمها كيميائياً فور انتهاء عملية التعقيم إذا كان المطلوب استخدامها وهي معقمة (لا يفضل تخزينها) قبل المضي في استخدام مواد كيماوية للتعقيم يراعى ما إذا كانت هناك طريقة أكثر ملاءمةً من التعقيم الكيماوي. حيث يستخدم التعقيم الكيمائي فقط مع الأدوات التي تتلف بالحرارة عند ارتفاع نفقات تطبيق أسلوب الاستخدام الأحادي «الاستخدام لمرة واحدة» لهذه الأدوات. ويمكن تعقيم المعدات والأدوات عن طريق غمسها في محلول كيماوي وتركها لفترة ثم تشطف بعد ذلك بالمياه المعقمة. وتستمر فترة الغمر زمناً مناسباً حسب نوع المادة المستخدمة في التعقيم لكي تثمر عن قتل الأبواغ (الحويصلات البكتيرية). وتكمن الصعوبة في كيفية المحافظة على الأدوات دون أن تتلوث وخاصة بعد أن يتم غمرها لفترة مناسبة في محلول كيماوي وغمرها في ماء معقم وما يعقب ذلك من نقل هذه الأدوات إلى مكان معقم. وعلى عكس وسائل التعقيم بالبخار، يعد المؤشر البيولوجي غير متوفر بالنسبة لمعظم المواد الكيماوية المستخدمة في التعقيم. وحينما توضع هذه القيود في الاعتبار يفضل استخدام هذه المواد في التطهير ذي المستوى المرتفع.
أنواع المواد الكيماوية المستخدمة في التعقيم:
تعتبر الجلوترالدهَيدات من محاليل التعقيم الشائعة، ويمكن الحصول على بعض المواد الكيماوية محلياً مثل حامض البيراسيتيك أو 7.5% من غاز فوق أكسيد الهيدروجين أو 1% من فوق أكسيد الهيدروجين مع 0.08% من حامض البيراسيتيك. ويعتبر الفورمالدهيد من المواد قديمة الأزل ولكنه سام ولا يستخدم في التعقيم أو التطهير.
الجلوترالدهايد:
الاستخدامات: يمكن استخدام محلول الجلوترالدهَيد بتركيز 2% لمدة (10) ساعات لتعقيم الأدوات التي تتأثر بالحرارة، وتعتبر الجلوترالدهَيدات من المواد المهيجة للبشرة والعين والجهاز التنفسي، ويتوافر نوعان من الجلوترالدهَيدات: أحدهما محلول قلوي يتطلب تحفيزه (مثل السيدكس) والآخر حامضي مستقر لا يستلزم تحفيزه لكنه أقل فاعلية (أبطأ) من المحلول القاعدي المحفّز.
الاحتياطات:
كما ذكر سالفاً فإن الجلوترالدهَيدات مواد مهيجة للعين والأنف وقد تتسبب في الإصابة ببعض أمراض الجهاز التنفسي (الربو القصبي أو الشعبي) وحساسية الجلد، ومن ثم يحظر استخدامها داخل المناطق المغلقة أو سيئة التهوية، وعند إعداد محلول الجلوترالدهَيد يتعين ارتداء واقيات للعين ومريلة (إزار) بلاستيكية وقفازات، وينطبق الأمر ذاته عند التخلص من ذلك المحلول أو عند استخدامه في التعقيم. ويمكن ارتداء قفازات مصنوعة من اللاتكس عندما تكون فترة الاحتكاك بالمحلول قصيرة (أقل من خمس دقائق مثلاً) ثم يتم التخلص من تلك القفازات بعد ذلك، أما في فترات الاستخدام الطويلة فيتعين ارتداء القفازات المصنوعة من النتريل، وعند تخزين الجلوترالدهَيدات يتعين أن يتم ذلك في أوعية محكمة الغلق في أماكن بعيدة عن مصادر الحرارة.
ويختلف طول فترة استخدام محاليل الجلوترالدهَيدات من نوع لآخر تصل عادة إلى أسبوعين، ويجب استبدال المحاليل عندما تتعكر.
حامض البيراسيتيك:
الاستخدامات: يستخدم محلول البيراسيتيك بتركيز من 0.2 – 0.35% لمدة عشر دقائق وذلك لتعقيم الأدوات السريعة التأثر بدرجات الحرارة المرتفعة (مثل مناظير المفاصل ومعدات الأسنان). ومن أهم مزايا حامض البيراسيتيك أن نواتجه المحللة غير ضارة فضلاً عن تكون رواسب قليلة جداً. ويحتفظ حامض البيراسيتيك بفاعليته في وجود المادة العضوية كما أنه يقضى على الأبواغ الجرثومية (الحويصلات البكتيرية) حتى تحت درجة حرارة منخفضة. ويسبب هذا الحامض تآكل النحاس الأحمر والأصفر والبرونز والفولاذ العادي والحديد المجلفن، إلا أنه يمكن تقليل هذه الآثار عن طريق إضافة بعض المواد. ويكون هذا الحامض غير مستقر إذا ما تم تخفيفه.
ويتفوق حامض البيراسيتيك على محلول الجلوترالدهايد في قدرته على اختراق المادة العضوية. كما يتسبب هذا الحمض في تآكل المواد ومن ثم يحظر استخدامه في حالته الطبيعية كمادة مطهرة ما لم توجد مادة مانعة للتآكل في تركيبته. نيوسيديكس هو محلول يحتوى حامض بيراسيتيك مع مادة مانعة للتآكل. وينبغي اتباع توصيات الشركة المصنعة بالتخلص من المحلول عقب مرور 24 ساعة من استخدامه. التعقيم باستخدام حمض البيراسيتيك: قد تتم هذه العملية باستخدام جهاز إعادة معالجة أوتوماتيكي لكي يقوم بتخفيف تركيز حمض البيراسيتيك من 35% إلى 0.2% بحيث يصلح للاستخدام . ويمكن استخدام هذه الطريقة إذا كان الجهاز المراد تعقيمه يمكن غمسه في السائل. ويستخدم الماء المفلتر كسائل لغمر الجهاز المراد تعقيمه. وتستدعى الحاجة وجود موصلات لضمان تدفق سائل التعقيم الكيماوى بسلاسة وهناك موصلات خاصة بكل نوع من الأجهزة التي يتم إعادة معالجتها. ويستخدم النظام لتعقيم كل من المناظير المرنة والصلبة.
3.التعقيم تحت درجة حرارة منخفضة:
تستخدم هذه الطريقة لتعقيم الأدوات الطبية شديدة التأثر بالحرارة والرطوبة. وقد استخدم غاز أكسيد الإيثلين منذ الخمسينات باعتباره أفضل الغازات المستخدمة في التعقيم تحت درجة حرارة منخفضة. ثم ظهر بعد ذلك عدة وسائل أخرى مثل فوق أكسيد الهيدروجين + بلازما الغاز والغمس في سائل مخفف من حمض البيراسيتيك.
غاز أكسيد الإيثلين:
الاستخدامات: يستخدم غاز أكسيد الإيثلين في تعقيم معظم الأدوات التي تتحمل درجة الحرارة ما بين 50-60ْ درجة مئوية . ومع ذلك، يجب الحذر عند استخدامه نظراً لما يتميز به من شدة السمية وقوة الانفجار. وعلى الرغم من تعدد استخدامه وصلاحيته لتعقيم المعدات سريعة التأثر بالحرارة، والسوائل والمنتجات المطاطية وغيرها، يلزم ترك المعدات معرضة للهواء لفترة طويلة قبل توزيعها للتخلص من آثار الغاز المتبقية: وتتراوح مدة دورة التشغيل من 2 - 24 ساعة وتعتبر هذه العملية مكلفة نسبياً.ويجب أن يتم اختبار عملية التعقيم باستخدام غاز أكسيد الإيثلين عن طريق تجربة هذه الطريقة على أبواغ الجراثيم (الحويصلات البكتيرية).
بلازما غاز فوق أكسيد الهيدروجين:
الاستخدامات: تعتبر بلازما الغاز الحالة الرابعة من المادة، ويتم تكوين البلازما في غرفة مفرغة من الهواء حيث تتمكن الجزيئات الطليقة من تدمير المكونات الخلوية الميكروبية. وتختلط البلازما بغاز فوق أكسيد الهيدروجين. وتستغرق الدورة 75 دقيقة تقريباً. ويمكن أن تستخدم أجهزة إضافية للمساعدة في انتشار البخار والبلازما داخل التجاويف الطويلة الضيقة ومن ثم تضمن تدفق الغاز داخل تجويف الجهاز لكن هذه الطريقة ليس من المضمون الوصول بها إلى جودة عالية للتعقيم
القواعد الاساسية للتعقيم:
1. إذا لمس سطح معقم سطح غير معقم يعتبر غير معقم.
2. يجب تجنب سكب اى سائل فوق الاسطح المعقمة لان الميكروبات تتكاثر في وجود المجالات المبللة.
3. عند الاشتباة في تعقيم أو تطهير أي شى فيجب اعتبارة غير معقم.
4. يجب وضع جميع الادوات المعقمة بصفة مستمرة على اسطح مرتفعة من الأرض.
5. يجب عدم الكلام أو السعال أو العطس فوق المجالات المعقمة حتى لايلوث الزاز هذة المجالات وبذلك تفقد تعقيمها
6 يجب ان يتم التعقيم أو التطهير بقدر الإمكان قبل الاحتياج لاستعمال الاشياء المعقمة مباشرة
مخاطر انتقال العدوى من المعدات:
تنقسم احتمالات انتقال العدوى من المعدات الطبية إلى ثلاث فئات، ويساعد تقسيم الأدوات والمعدات إلى أحد الفئات التالية على اختيار المستوى الأمثل اللازم للتطهير أو التعقيم من أجل حماية المرضى والعاملين في مجال الرعاية الصحية.
منخفضة الخطورة:
يكفي أن يتم تنظيف وتجفيف الأدوات التي تلمس الجلد السليم (مثل: سماعة الطبيب) أو البيئة المحيطة (مثل الحوائط والأرضيات والأسقف والأثاث والأحواض .. الخ). ولكن قد يتطلب الأمر التطهير إذا استخدمت هذه الأشياء لمرضى ضعيفي المناعة أو مرضى مصابين بمرض شديد العدوى أو تلوثت بالدم أو سوائل الجسم.
متوسطة الخطورة:
هي تلك الأدوات التي تحتك بالأغشية المخاطية أو الأجزاء غير السليمة من الجلد ولكنها لا تخترق الجلد أو تصل إلى الأجزاء المعقمة من الجسم وينبغي أن يتم تنظيفها ثم تطهيرها بمطهر ذي مستوى عالٍ.
وتتضمن هذه المعدات أجهزة التنفس والمناظير المرنة ومناظير الحنجرة وأنابيب القصبة الهوائية والترمومترات وغير ذلك من الأدوات والمعدات المشابهة.
مرتفعة الخطورة:
هي الأدوات التي تخترق الأنسجة المعقمة من الجلد بما في ذلك تجاويف الجسم والجهاز الدوري. وتعتبر هذه الأدوات على درجة مرتفعة من الخطورة لارتفاع احتمالات انتقال العدوى بها إذا كانت ملوثة بأي ميكروبات قبل اختراقها النسيج. ولذلك يجب أن يتم تنظيفها أولاً ثم تعقيمها.
ومن أمثلة هذه الأدوات: الآلات الجراحية والأدوات التي تدخل الرحم والقسطرة التي تدخل الأوردة والأنسجة التي تتم زراعتها .. الخ).
ويتحكم تركيب وتصميم الجهاز في تحديد نوع التعقيم أو التطهير المناسب للجهاز أو الآلة (كيمائي – حراري).